# Warownia Górna
Warownia Górna – jedna ze skał w rezerwacie przyrody Skamieniałe Miasto na Pogórzu Ciężkowickim. Znajduje się w Ciężkowicach, w województwie małopolskim, w powiecie tarnowskim, w gminie miejsko-wiejskiej Ciężkowice, a dojście do niej prowadzi od parkingu znajdującego się około 1 km od centrum Ciężkowic, po lewej stronie drogi wojewódzkiej nr 977 z Tarnowa do Gorlic. Przy parkingu znajduje się miejsce biwakowe dla turystów, bufet, tablice informacyjne, skała Grunwald i Źródło Zdrowej Wody. Drewniany łuk pomiędzy Grunwaldem i Źródłem Zdrowej Wody oznacza miejsce, w którym rozpoczyna się niebiesko znakowany szlak turystyczny prowadzący przez Skamieniałe Miasto. Warownia Górna i Warownia Dolna są pierwszymi skałami znajdującymi się przy tym szlaku, szlak turystyczny prowadzi pomiędzy nimi.
Nazwa skał Warownia Górna i Warownia Dolna związana jest z legendą, według której skały te były dawniej basztami strzegącymi wjazdu do miasta. Na basztach czuwali strażnicy, ich zadaniem było ostrzeganie mieszkańców miasta o zagrożeniach i obrona. W basztach tych dostrzec można otwory strzelnicze, przez które strażnicy mogli ostrzelać najeźdźców. Niestety, za przewinienia jego mieszkańców miasto zostało ukarane – całe, wraz z warowniami zostało zamienione w kamienie. W rzeczywistości skały te są pozostałością dawnego kamieniołomu, i są to jedyne skały w rezerwacie nie będące dziełem natury, lecz wytworem rąk ludzkich. Kamienie wydobywano tutaj przed I wojną światową na nasypy pobliskiej linii kolejowej, a także do budowy domów. Niewydobyte pozostałości to właśnie warownie. Na Warowni Górnej do tej pory istnieją wykute w skale napisy będące dziełem XIX-wiecznych kamieniarzy. Powyżej tych skał znajduje się jeszcze jedna, bezimienna wychodnia z jaskiniami, w których chowają się i hibernują nietoperze.
Obydwie warownie, podobnie zresztą jak wszystkie skały skamieniałego Miasta, zbudowane są z piaskowca, który powstał w wyniku sedymentacji około 58 – 48 mln lat temu na dnie Oceanu Tetydy. Dawniej wspinano się na nich z liną, ale po utworzeniu rezerwatu przyrody obowiązuje zakaz wspinaczki.
W Warowni Górnej znajduje się duża nyża. Jest to Nisza w Warowni.

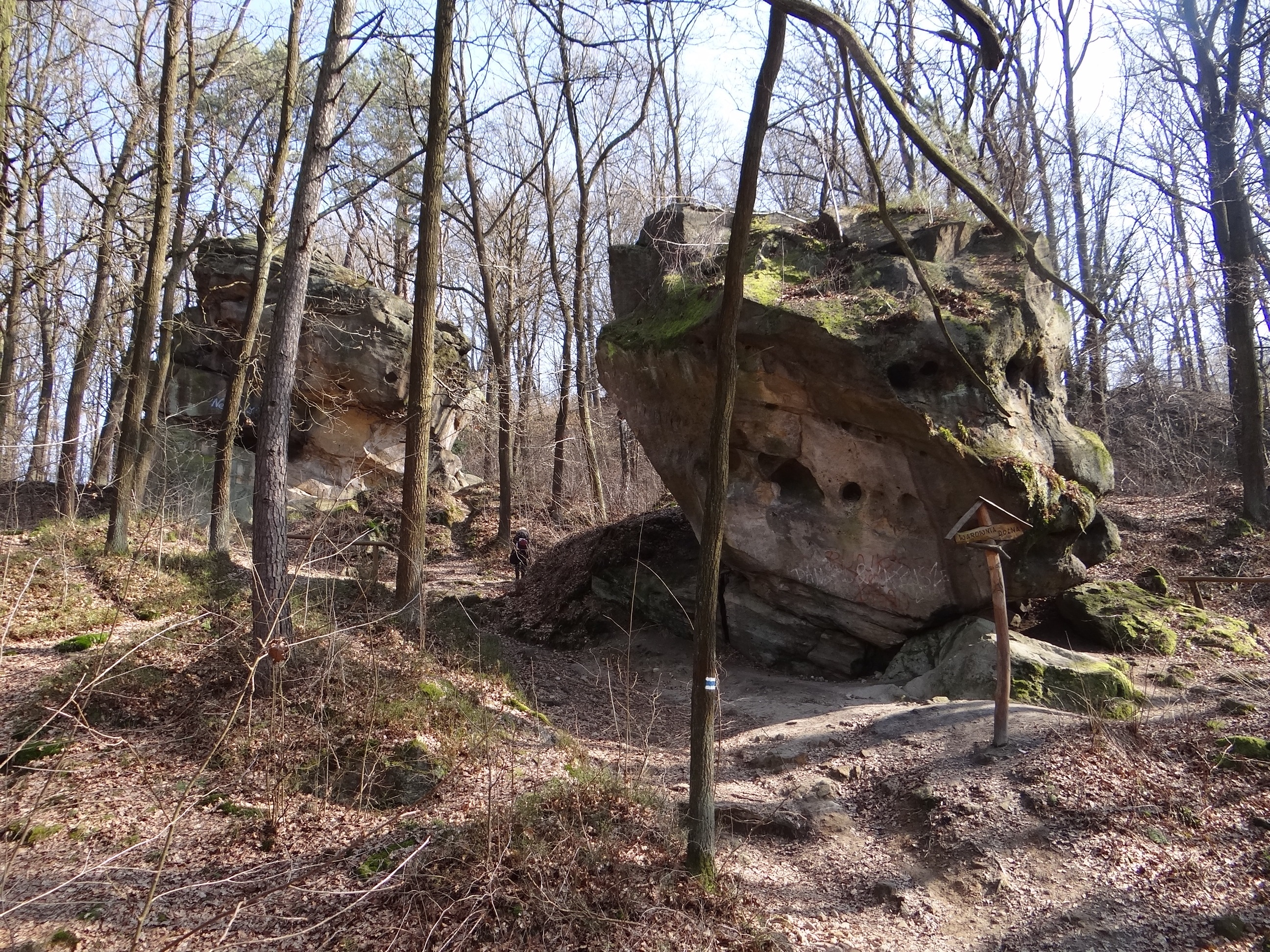
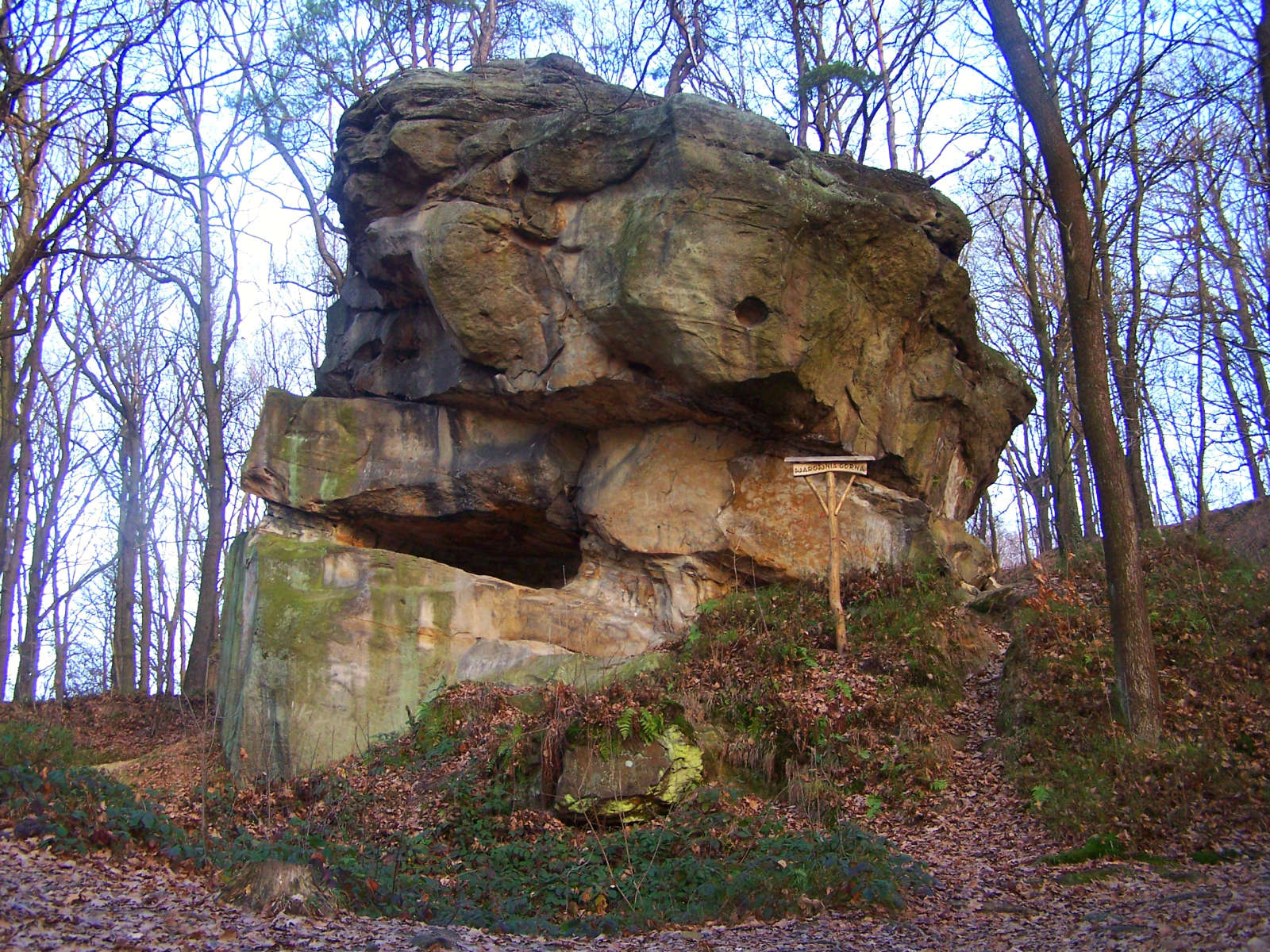
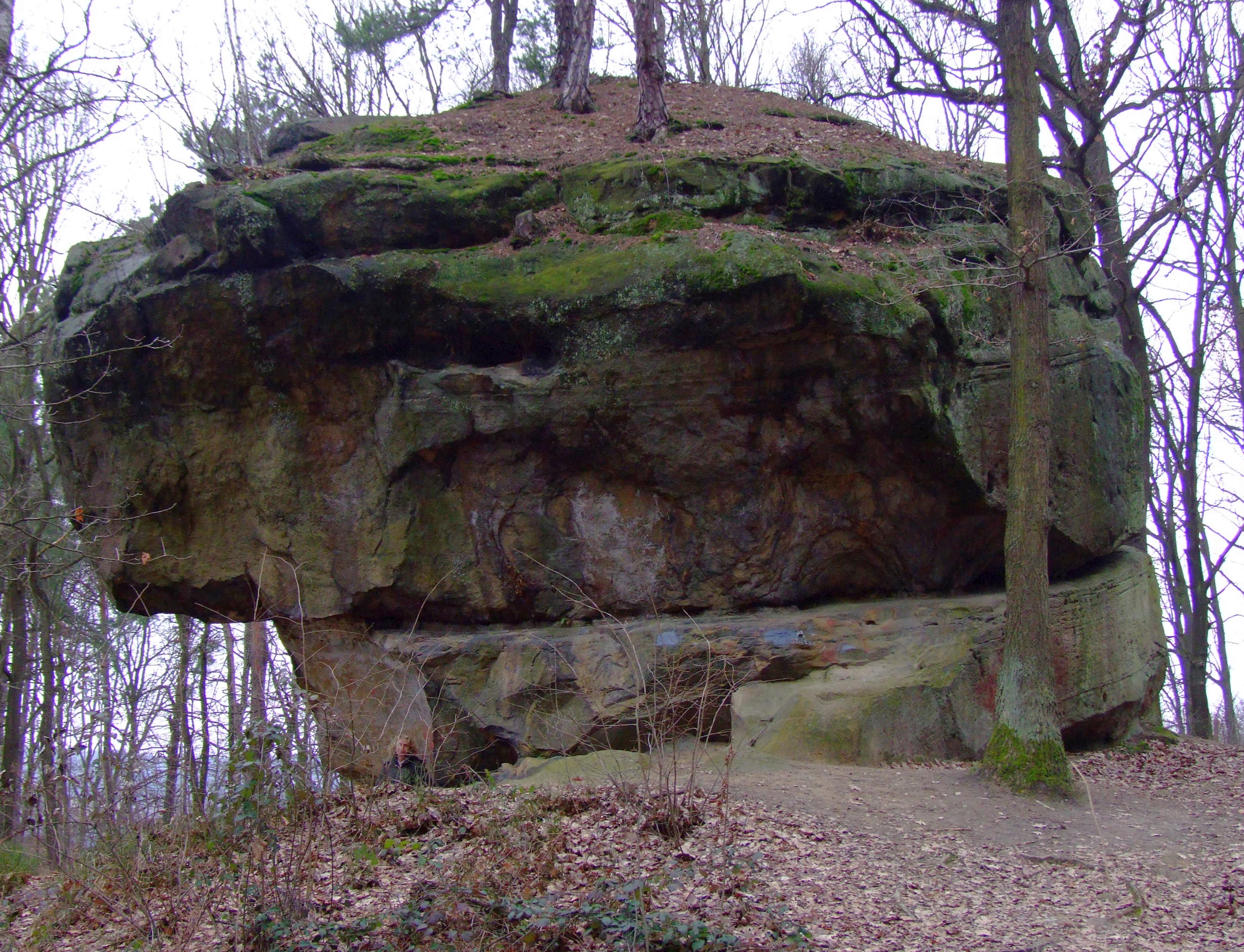